# Professor Layton and Pandora's Box
Professor Layton and Pandora's Box (レイトン教授と悪魔の箱 Reiton-kyōju to Akuma no Hako?), i USA känd som Professor Layton and the Diabolical Box, är det andra spelet i Level-5:s Professor Layton-serie. Det efterföljs av ett tredje spel, Professor Layton and the Lost Future. Spelet följer Professor Layton och hans lärjunge Luke när de reser på ett tåg, för att försöka lösa ett mysterium med en mystisk ask som ryktas döda alla som öppnar den.

## Gameplay
Professor Layton and Pandora's Box är ett äventyr/pusselspel. Spelaren styr huvudkaraktären Professor Layton och hans unge assistent Luke genom ett antal platser, till skillnad från det föregående spelet i serien, där allt utspelade sig i en liten stad. Utöver att lösa pussel av olika typer, måste spelare utforska olika områden och lösa mysterier.
Menyerna i pusslen är väldigt lika de i Professor Layton and the Curious Village. Pusslen inkluderar "brain teasers", "sliding puzzles", logiska gåtor med mera. Spelaren presenteras med varje pussel och dess värde i picarats - de poäng som fås när ett pussel blivit löst. Spelaren får obegränsat med tid till att lösa pusslen. Det finns tre ledtrådar till varje pussel, men för att låsa upp dessa krävs att spelaren betalar en hint coin (svenska: ledtrådsmynt) per ledtråd. Det finns bara ett begränsat antal hint coins i spelet; Spelaren börjar med tio, och fler kan fås genom att söka igenom platserna i spelet. När spelaren kommit fram till ett svar, fyller han eller hon i det, antingen genom att välja ett av flera alternativ, rita en cirkel runt svaret med DS:ets pekskärm, eller genom att skriva svaret på pekskärmen. Om rätt svar fyllts i, läggs de picarats pusslet var värt till spelarens totala poängsumma. Vid en del pussel fås också ett objekt som belöning. Om spelaren har fel, kan han eller hon få försöka ett obegränsat antal gånger till, men efter de två första gångerna fel svar lämnats in, minskar pusslets picaratvärde med cirka 10 % åt gången. Spelare kan också avbryta pusslet, och prova på ett annat, och eventuellt komma tillbaka senare. Dock behöver en del pussel lösas för att komma vidare i berättelsen. När ett pussel väl har lösts, kan spelare spela om pusslet när som helst från spelets meny.
Som en belöning för att ha löst ett pussel, kan en spelare ibland få ett av tre objekt. Hamsterleksaker används för att Luke ska träna en grovt överviktig hamster att komma i form. Delar av en trasig kamera som Sammy tappat av misstag kan sättas ihopa så att kameran lagas. Spelare kan också få ingredienser till te, för att kunna brygga nya sorter, och servera te till Layton, Luke och personer de träffar under spelets gång.
Genom att lösa alla 138 pussel i huvudspelet, och alla extrapusslen, får spelaren tillgång till 15 pussel till, vilket resulterar i totalt 153 pussel (bortsett från de nedladdningsbara pusslen). Spelet är kompatibelt med Nintendo Wi-Fi Connection, vilket låter spelare koppla upp sig mot internet och ladda ner nya pussel varje vecka. Det första av dessa var tillgängligt samma dag som spelet släpptes i Japan, och nya har släppts varje söndag därefter. Det finns också två bonusar i "The Hidden Door", som bara är tillgängliga efter att spelaren har fått en unik kod från spelets föregångare och uppföljare. Andra bonusar, som låses upp efter att ett visst antal picarats tjänats inkluderar spelets soundtrack, cut scenes, ljudklipp, karaktärsprofiler och scener från spelet.

## Handling
Layton och Luke besöker Laytons mentor, Dr. Schrader, som hävdar att han har hittat den elyseiska asken (engelska: The Elysian Box
), som sägs döda alla som öppnar den. När paret anländer vid Schraders hem, ser de honom, uppenbarligen död, och ser att asken är försvunnen. Den enda ledtråden till vart asken kan ha tagit vägen är en bit av en tågbiljett för Molentary Express, världens lyxigaste tåg. Layton och Luke köper sina egna biljetter, men märker att slutdestinationen inte är utskriven på biljetten - det är inte förrän senare på tåget som de får reda på att det ska till staden Folsense. De blir följda av inspektör Chelmey, som letar efter Schraders mördare, och av Flora, som i hemlighet följt dem upp på tåget. På tåget möter de Mr. Beluga, järnvägslinjens grundare.
Efter en incident med försvunnen pojke vid namn Tom, men som senare visar sig vara en hund, gör tåget ett längre stopp vid den lilla staden Dropstone. Dropstone grundades av de som flydde den förhäxade staden Folsense, och firar när tåget stannar där 50-årsjubileum. Medan Layton och Luke utforskar staden, kidnappas Flora av Laytons ärkefiende Don Paolo. Layton får reda på att Dropstones grundare, Sophia, också var intresserad av asken, till och med året innan spelets handling, då hon dog. Sophias barnbarn, Katia, är även intresserad av att hitta asken, men hennes far, Mr Anderson, vill inte att hon lämnar Dropstone. Don Paolo klär ut sig till Flora, och följer med Layton och Luke upp på tåget tillsammans med Katia.
Tåget fortsätter, och Layton, Luke och den förklädde Don Paolo faller in i en droginducerad sömn i tågets VIP-vagn, då den var parfymerad av en blomma som konduktören Sammy placerat där. Medan de sover, byter vagnen till ett annat spår, och lämnas vid en övergiven järnvägsstation. De tre vaknar, och finner sig i Folsense, en stad som i Schraders dagbok pekades ut som den plats som den elyseiska asken kommer från. De slås tillfälligt av kväljningar innan de träder in i staden, och möter dess udda innevånare. Layton och Luke lämnar Don Paolo, fortfarande förklädd som Flora, på ett hotell, och ger sig ut för att utforska staden. De får reda på att staden brukade driva en framgångsrik guldgruva under Duke Herzens styre, och senare hans söner Anton och Fredrich, efter att han gått bort. På grund av girighet över guldet, lät Duke Herzen gruvan grävas vidare tills den till slut blev till en stor krater under hans slott. Femtio år senare, hittade en av hans arbetare en vacker sten som utsöndrade en gas, som fick de som andades in den att hallucinera, och tro att deras önskningar gått i uppfyllelse. De flesta i Folsense trodde att det var en sjukdom, som de skulle dö av, vilket ledde till att flera Folsensebor faktiskt gjorde det. Större delen av stadens innevånare evakuerades, och grundade staden Dropstone; Fredrich lämnade Folsense med sin del av familjeförmögenheten, grundade Molentary Express och bytte efternamn till Beluga. Efter att Duke Herzen gått bort, lämnade han över ansvaret för staden och gruvan till Anton, som stängde ned gruvan, och spred ut ett rykte om att han skulle vara en vampyr.
Layton och Luke återvänder till hotellet, där de möter inspektör Chelmey. Chelmey gör den resonliga men felaktiga slutsatsen att Sammy var den elyseiska askens tjuv. Layton ser dock genom Don Paolos förklädnad, och avslöjar honom som den sanna tjuven; Don Paolo tas till fånga, men lyckas, trots att han blir jagad av inspektören, att fly. Layton och Luke öppnar asken, och upptäcker att den faktiskt är tom. De möter Katia, och beslutar sig för att besöka Herzen Manor, byggt över gruvan, där de får reda på att Sophia - Katias mormor - en gång i tiden var förlovad med Anton, men på grund av gasen från gruvan var rädd för sin ofödda dotters skull, och lämnade Folsense. Layton, Luke och Katia möter en anmärkningsvärt ung Anton, som misstar Katia för Sophia, och tror att Layton vill ta hans älskade ifrån honom. Anton och Layton duellerar i en svärdskamp, liksom i filmer. När Katia förklarat att hon är Antons barnbarn, och att Sophia har varit död i ett år, blir Anton rasande, och råkar få herrgården att börja falla sönder. De flyr ut, medan den störtar ned i gruvan som grävdes under den.
Bitar av den förstörda herrgården täpper igen gruvan, vilket får den mystiska gasen att sluta utsöndras. Anton återgår till sitt egentliga utseende, en äldre man, och Folsense visar sig vara en nedgången, övergiven stad. Layton förklarar att för femtio år sedan, stötte gruvarbetarna i gruvan på en hallucinogen gas som påverkade innevånarnas uppfattning om staden. "Legenden" om den elyseiska asken är ett resultat av spåren efter gasen som är kvar i den, vilket fick förbannelsen att bli till verklighet. Anton, som återfår sitt sunda förnuft, avslöjar att han skapade asken med ett lönnfack som bara han och Sophia kunde öppna, genom att lösa gåtan "The sun rises when you and I meet, and when the wind blows, you will know my heart". Han hade försökt skicka asken till henne efter Dropstones grundande, men asken blev stulen flera gånger på grund av dess status som "legend", så han gav upp allt hopp. Layton och Luke hjälper Anton att öppna lönnluckan, och upptäcker att meddelandet faktiskt nådde fram till Sophia, och att hon hade lämnat ett svar i asken innan sin död, i vilket hon förklarade sin kärlek för honom, varför hon lämnade honom och att Katia är hans barnbarn. Anton svär att tillbringa resten av sina dagar med att älska Katia lika mycket som han älskade Sophia.
Gruppen återvänder till Dropstone, där Anton återförenas med sin bror, Mr Beluga, och Layton och Luke befriar den riktiga Flora från platsen där Don Paolo hade hållit henne fången. Medan de återvänder till London, upptäcker Layton att Schrader har blivit frisk igen efter att ha blivit utsatt för gasen.
Efter eftertexterna, slutar spelet med texten "to be continued" ("fortsättning följer"), tillsammans med en bild av Layton och Luke framför en tidsmaskin, vilket leder upp till nästa spel i serien, Professor Layton and the Lost Future.